# 케이든 크로스
케이든 크로스(Kayden Kross, 1985년 9월 15일 ~ )는 미국의 포르노 배우이다.
그녀는 18세의 나이에 쇼 걸로 일했으며 그 후 성인 잡지 모델로 활동했다. 2006년 Vivid Ent와 계약을 하지만 1년 만에 만기된다.  2008년 9월, 펜트하우스 펫(Penthouse Pet)에 선정되었다. 2010년 1월, 《Tyler's Wood》의 여주인공으로 큰 화제를 끌었고 2010년 디지털 플레이그라운드와 계약을 맺었다.
2015년 포르노배우 Manuel Ferrara와 약혼했으며 딸을 1명 두고 있다.